# Zale zanata
Zale zanata là một loài bướm đêm trong họ Erebidae.